# Starsky & Hutch (Film)
Starsky & Hutch ist eine US-amerikanische Actionkomödie aus dem Jahr 2004, basierend auf der gleichnamigen Fernsehserie aus den 1970er Jahren. Regie führte Todd Phillips. In den Hauptrollen sind Ben Stiller als David Starsky und Owen Wilson als Ken „Hutch“ Hutchinson zu sehen.

## Handlung
Der Film spielt in der fiktiven Stadt Bay City in den 1970er Jahren und handelt von den zwei Polizisten David Starsky und Ken „Hutch“ Hutchinson, die als unfreiwillige Partner versuchen, den Drogenhändler Reese Feldman zu überführen. Erschwert wird dies durch die Unterschiede der beiden Charaktere: Während Starsky bemüht ist, ein akkurater, pflichtbewusster Polizist zu sein, der jedes noch so kleine Verbrechen bekämpft und sich an alle Regeln hält, nimmt Hutch seinen Beruf und die Gesetze lockerer und ist in erster Linie auf seine eigenen Vorteile bedacht. Unterstützt wird das ungleiche Duo vom Ganoven Huggy Bear, der ihnen als Informant dient.

## Hintergrund
Der Film gilt als Prequel der von 1975 bis 1979 produzierten Fernsehserie, da hier gezeigt wird, wie die beiden Partner zusammenkommen und ihren ersten großen Fall lösen. Am Ende haben die beiden Original-Akteure Paul Michael Glaser (Starsky) und David Soul (Hutch) einen Cameo-Auftritt neben Stiller und Wilson.
Die Produktionskosten betrugen schätzungsweise 60 Millionen US-Dollar. Der Film spielte in den Kinos der USA ca. 88,2 Millionen US-Dollar ein, hinzu kamen ca. 75 Millionen US-Dollar in den anderen Ländern.

## Deutsche Synchronfassung
| Rolle                     | Darsteller          | Deutscher Sprecher        |
| ------------------------- | ------------------- | ------------------------- |
| Barkeeper                 | G.T. Holme          | Kaspar Eichel             |
| Bat Mizwah Sänger         | Dan Finnerty        | Sebastian Christoph Jacob |
| Big Earl                  | Will Ferrell        | Detlef Bierstedt          |
| Captain Doby              | Fred Williamson     | Jürgen Kluckert           |
| Chau                      | George Cheung       | Gunnar Helm               |
| Dancin’ Rick              | Sean Tillmann       | Sven Hasper               |
| David Starsky             | Ben Stiller         | Oliver Rohrbeck           |
| David Starsky (Original)  | Paul Michael Glaser | Frank Glaubrecht          |
| Disco DJ                  | Patton Oswalt       | Michael Nowka             |
| Eisverkäufer              | Judah Friedlander   | Rainer Fritzsche          |
| Heather                   | Brande Roderick     | Ulrike Stürzbecher        |
| Holly                     | Amy Smart           | Anna Carlsson             |
| Huggy Bear                | Snoop Dogg          | Jan-David Rönfeldt        |
| Ken Hutchinson            | Owen Wilson         | Philipp Moog              |
| Ken Hutchinson (Original) | David Soul          | Thomas Danneberg          |
| Kevin                     | Jason Bateman       | Stefan Krause             |
| Kitty                     | Juliette Lewis      | Dascha Lehmann            |
| Lamell                    | Omar Dorsey         | Roland Hemmo              |
| Leon                      | Jernard Burks       | Tilo Schmitz              |
| Monix                     | Richard Edson       | Peter Reinhardt           |
| Mrs. Feldman              | Molly Sims          | Gundi Eberhard            |
| Porter                    | Terry Crews         | Andreas Hosang            |
| Reese Feldman             | Vince Vaughn        | Gerald Paradies           |
| Stacey                    | Carmen Electra      | Bianca Krahl              |
| Terrence Meyers           | David Pressman      | Simon Jäger               |
| Manetti                   | Chris Penn          | Tobias Meister            |

## Kritiken
Der Film erhielt überwiegend gemischte bis tendenziell wohlwollende Kritiken. Rotten Tomatoes ermittelte eine Bewertung von 63 % basierend auf 193 Rezensionen, Metacritic einen Score von 55 bei 40 Kritiken.

„In ihrem sechsten gemeinsamen Film [...] unterstreichen Ben Stiller und Owen Wilson ihren Charme als eingespieltes Team. Keck jubeln sie Starsky und Hutch sogar eine Portion Homoerotik unter. Und weil Todd Phillips mit der Verfilmung der Kultserie eine hübsche Reminiszenz gelungen ist, schweigen die Originale Soul und Glaser jetzt sogar versöhnlich still. Fazit: Kurzweilige, zwischen brüllkomisch und nostalgisch pendelnde Siebziger-Jahre-Show.“

„Ende der Siebzigerjahre galt die gleichnamige TV-Serie um die beiden Polizisten und ihrer ‚Tomate mit Streifen‘, dem rot-weißen 1974er Ford Gran Torino, dank der überaus witzigen Synchronisation als Quotenrenner. Nun ermittelt das Duo also auf der Kino-Leinwand. Doch trotz des eingespielten Teams Ben Stiller/Owen Wilson (‚Meine Braut, ihr Vater und ich‘, ‚Die Royal Tenenbaums‘ und ‚Zoolander‘) sind die meisten Gags hier mehr als müde. Die echten ‚Starsky & Hutch‘-Darsteller Paul Michael Glaser und David Soul haben zwar einen Gastauftritt, können den öden Klamauk von Regisseur Todd Phillips (‚Road Trip‘, ‚Old School‘) aber auch nicht retten.“

„Farbenfrohe Verfilmung der populären US-Fernsehserie ‚Starsky und Hutch‘, in der die beiden Titelhelden einen Drogenbaron des Mordes überführen. Der solide konstruierte Krimi-Plot und die detailverliebte 1970er-Jahre-Ausstattung trösten über einige Albernheiten hinweg, sodass der Film insgesamt passabel unterhält.“

## Auszeichnungen
- MTV Movie Award 2004 in der Kategorie Bester Kuss (Owen Wilson, Carmen Electra, Amy Smart). Ben Stiller und Owen Wilson wurden in der Kategorie Bestes Team für den gleichen Preis nominiert. Ben Stiller und Owen Wilson wurden 2004 sowohl einzeln wie auch für die Beste Chemie zwischen den Darstellern für den Teen Choice Award nominiert.
- Theodore Shapiro erhielt im Jahr 2004 für die Filmmusik den BMI Film Music Award. Bei den Taurus Awards 2005 erhielt der Stuntman Greg Fitzpatrick eine Auszeichnung in der Kategorie Bester Stunt in der Höhe (Best High Work).
- Ben Stiller und Carmen Electra wurden für die Goldene Himbeere 2005 nominiert.